# Amerikai Szamoa kormányzóinak listája
Ez a lista az Amerikai Egyesült Államok Amerikai Szamoa nevű külbirtokának kormányzóit sorolja föl. Az első érintkezések közé tartozik a 17. században a francia felfedezők és Tutuila sziget lakói közti csata, amiért a szamoaiak a nyugatiakat hibáztatják és megtanulták félni a nyugatiak kegyetlenségét. A korai 19. században misszionáriusok érkeztek Rarotongáról, őket követték a London Missionary Society kongregacionalistamisszionáriusai John William vezetésével az 1830-as években, hivatalosan is elvíve a kereszténységet Szamoára. Kevesebb mint száz évvel később a Szamoai Kongregacionalista Egyház lett az első független helyi egyház a Csendes-óceán déli részén.
1889 márciusában német haditengerészeti erők szálltak meg szamoai falvakat, és amerikai tulajdonokat pusztítottak el. Három amerikai hadihajó érkezett Szamoa kikötőjébe és tüzet nyitott arra a három német hadihajóra, amelyet ott talált. Mielőtt tüzet szüntettek volna, egy ciklon elsüllyesztette mind a hat harcoló hajót. Kényszerűen fegyverszünetet kötöttek, mert nem volt elég hajó, hogy folytassák a harcot.
A 19. század második felében zajló nemzetközi vetélkedés közben 1899-ben a berlini szerződésben Németország és az Amerikai Egyesült Államok felosztotta egymás között a Szamoa-szigeteket. Az Egyesült Államok formálisan a következő évben szállta meg egy részét, a keleti szigetek kisebb csoportját Pago Pago kiváló kikötője körül. A nyugati szigetek alkotják jelenleg a független Szamoa államot. A második világháborúban több amerikai tengerészgyalogos állomásozott itt, mint a teljes helyi lakosság. Ez nagyarányú kulturális sokkot okozott. A 14 év fölötti fiatalokat amerikai katonai kiképzők harci kiképzésben részesítették. Az első világháborúhoz hasonlóan a másodikban is a szamoaiak harcosokként, felcserekként, rejtjelezőként, hajójavítóként stb. szolgáltak.
A háború után az amerikai belügyminisztérium 4500-as számú szervezeti rendeletének végrehajtását, amely Szamoát bekebelezte volna az Egyesült Államokba, a szamoai főnökök megakadályozták. Tuiasosopo Mariota vezetésével az amerikai kongresszushoz fordultak és sikert értek el. Ezek a főnökök elérték helyi törvényhozás létrehozását, amelynek neve American Samoan Fono, és Fagatogo faluban ülésezik, amely a terület jogi és valóságos fővárosa.
Ekkoriban a haditengerészet által kinevezett kormányzót helyben választott váltotta fel. Bár technikailag úgynevezett „unorganized” (szervezetlen terület – olyan terület, amely nem áll települési önkormányzat igazgatása alatt), mivel a Kongresszusban nem ment át a terület megszervezéséről szóló törvény, de Amerikai Szamoa önkormányzó az 1967. július 1-jén hatályba lépett alkotmány alapján. Amerikai Szamoa rajta van az Egyesült Nemzetek Szervezete által összeállított, az önrendelkezéssel nem rendelkező területeket felsoroló listán, de ezt a besorolást vitatják a terület kormányzati tisztviselői.
A kormányzói széket négy évre lehet elnyerni.
Jelenleg hivatalban a 8. kormányzó  a Demokrata Párthoz  tartozó Lemanu Peleti Mauga tölti be a kormányzói tisztséget 2021. január 3-tól. A helyettes kormányzó a szintén demokrata Eleasalo Ale.
A pártmegoszlás az alábbi volt:
- Demokrata: 6
- Republikánus: 2

## Katonai kormányzat (1900–1905)
| Kép | Kormányzó                                          | Hivatali idő                            |
| --- | -------------------------------------------------- | --------------------------------------- |
|     | Benjamin Franklin Tilley, parancsnok               | 1900. február 17. - 1901. november 27.  |
|     | Uriel Sebree, parancsnok                           | 1901. november 27. - 1902. december 16. |
|     | Henry Minett, ideiglenes parancsnok                | 1902. december 16. - 1903. május 5.     |
|     | Edmund Beardsley Underwood, parancsnok / kormányzó | 1903. május 5. - 1905. január 30.       |

## Haditengerészet által kijelölt kormányzók (1905–1951)
| Image | Incumbent                                         | Term                                       |
| ----- | ------------------------------------------------- | ------------------------------------------ |
|       | Charles Brainard Taylor Moore                     | 1905. január 30. - 1908. május 21.         |
|       | John Frederick Parker                             | 1908. május 21. - 1910. november 10.       |
|       | William Michael Crose                             | 1910. november 10. - 1913. március 14.     |
|       | Nathan Woodworth Post, ideiglenes kormányzó       | 1913. március 14. - 1913. július 14.       |
|       | Clark Daniel Stearns                              | 1913. július 14. - 1914. október 2.        |
|       | Nathan Woodworth Post, ideiglenes kormányzó       | 1914. október 2. - 1914. december 6.       |
|       | Charles Armijo Woodruff, ideiglenes kormányzó     | 1914. december 6. - 1915. március 1.       |
|       | John Martin Poyer                                 | 1915. március 1. - 1919. június 10.        |
|       | Warren Jay Terhune                                | 1919. június 10. - 1920. november 3.       |
|       | Waldo A. Evans                                    | 1920. november 11. - 1922. március 1.      |
|       | Edwin Taylor Pollock                              | 1922. március 1. - 1923. szeptember 4.     |
|       | Edward Stanley Kellogg                            | 1923. szeptember 4. - 1925. március 17.    |
|       | Henry Francis Bryan                               | 1925. március 17. - 1927. szeptember 9.    |
|       | Stephen Victor Graham                             | 1927. szeptember 9. - 1929. augusztus 2.   |
|       | Gatewood Sanders Lincoln                          | 1929. augusztus 2. - 1931. március 24.     |
|       | James Sutherland Spore, ideiglenes kormányzó      | 1931. március 24. - 1931. április 22.      |
|       | Arthur Tenney Emerson, ideiglenes kormányzó       | 1931. április 22. - 1931. július 17.       |
|       | Gatewood Sanders Lincoln                          | 1931. július 17. - 1932. május 12.         |
|       | George Bertram Landenberger                       | 1932. május 12. - 1934. április 10.        |
|       | Thomas C. Latimore, ideiglenes kormányzó          | 1934. április 10. - 1934. április 17.      |
|       | Otto Carl Dowling                                 | 1934. április 17. - 1936. január 15.       |
|       | Thomas Benjamin Fitzpatrick, ideiglenes kormányzó | 1936. január 15. - 1936. január 20.        |
|       | MacGillivray Milne                                | 1936. január 20. - 1938. június 3.         |
|       | Edward William Hanson                             | 1938. június 26. - 1940. július 30.        |
|       | Jesse R. Wallace, ideiglenes kormányzó            | 1940. július 30. - 1940. augusztus 8.      |
|       | Laurence Wild                                     | 1940. augusztus 8. - 1942. június 5.       |
|       | Henry Louis Larsen, katonai kormányzó             | 1942. január 17. - 1942. április 25.       |
|       | John Gould Moyer                                  | 1942. június 5. - 1944. február 8.         |
|       | Allen Hobbs                                       | 1944. február 8. - 1945. január 27.        |
|       | Ralph Waldo Hungerford                            | 1945. január 27. - 1945. szeptember 3.     |
|       | Samuel Canan, ideiglenes kormányzó                | 1945. szeptember 3. - 1945. szeptember 10. |
|       | Harold Houser                                     | 1945. szeptember 10. - 1947. április 22.   |
|       | Vernon Huber                                      | 1947. április 22. - 1949. június 15.       |
|       | Thomas Francis Darden, Jr.                        | 1949. július 7. - 1951. február 23.        |

## Kinevezett polgári kormányzók (1951–1978)
| Kép | Kormányzó            | Hivatali idő kezdete | Hivatali idő vége    |
| --- | -------------------- | -------------------- | -------------------- |
|     | Phelps Phelps        | 1951. február 23.    | 1952. június 20.     |
|     | John C. Elliott      | 1952. július 16.     | 1952. november 23.   |
|     | James Arthur Ewing   | 1952. november 28.   | 1953. március 4.     |
|     | Lawrence M. Judd     | 1953. március 4.     | 1953. augusztus 5.   |
|     | Richard Barrett Lowe | 1953. augusztus 5.   | 1956. október 13.    |
|     | Peter Tali Coleman   | 1956. október 13.    | 1961. május 24.      |
|     | Hyrum Rex Lee        | 1961. május 24.      | 1967. július 31.     |
|     | Owen Stuart Aspinall | 1967. augusztus 1.   | 1969. július 31.     |
|     | John Morse Haydon    | 1969. augusztus 1.   | 1974. október 14.    |
|     | Frank C. Mockler     | 1974. október 14.    | 1975. február 6.     |
|     | Earl B. Ruth         | 1975. február 6.     | 1976. szeptember 30. |
|     | Frank Barnett        | 1976. október 1.     | 1977. május 27.      |
|     | Hyrum Rex Lee        | 1977. május 28.      | 1978. január 3.      |

## Amerikai Szamoa közvetlenül választott kormányzói
| Amerikai Szamoa kormányzóinak listája | Amerikai Szamoa kormányzóinak listája | Amerikai Szamoa kormányzóinak listája | Amerikai Szamoa kormányzóinak listája | Amerikai Szamoa kormányzóinak listája | Amerikai Szamoa kormányzóinak listája | Amerikai Szamoa kormányzóinak listája |
| Demokrata Párt Republikánus Párt      | Demokrata Párt Republikánus Párt      | Demokrata Párt Republikánus Párt      | Demokrata Párt Republikánus Párt      | Demokrata Párt Republikánus Párt      | Demokrata Párt Republikánus Párt      | Demokrata Párt Republikánus Párt      |
| Nr.                                   | Kép                                   | Kormányzó                             | Hivatali idő                          | Párt                                  | Helyettes                             |                                       |
| ------------------------------------- | ------------------------------------- | ------------------------------------- | ------------------------------------- | ------------------------------------- | ------------------------------------- | ------------------------------------- |
| 1                                     |                                       | Peter Tali Coleman                    | 1978. január 3. – 1985. január 3.     | 40x40px[halott link]                  | Tufele Liamatua                       | 40x40px[halott link]                  |
| 2                                     |                                       | A. P. Lutali                          | 1985. január 3. – 1989. január 2.     | 40x40px[halott link]                  | Eni Faleomavaega                      | 40x40px[halott link]                  |
| 3                                     |                                       | Peter Tali Coleman                    | 1989. január 2. – 1993. január 3.     | 40x40px[halott link]                  | Galea'i Peni Poumele                  | 40x40px[halott link]                  |
| 3                                     | Gaioi Tufele Galeai                   | Peter Tali Coleman                    | 1989. január 2. – 1993. január 3.     | 40x40px[halott link]                  | FÜGG                                  |                                       |
| 4                                     |                                       | A. P. Lutali                          | 1993. január 3. – 1997. január 3.     | 40x40px[halott link]                  | Tauese Sunia                          | 40x40px[halott link]                  |
| 5                                     |                                       | Tauese Sunia                          | 1997. január 3. – 2003. március 26.   | 40x40px[halott link]                  | Togiola Tulafono                      | 40x40px[halott link]                  |
| 6                                     |                                       | Togiola Tulafono                      | 2003. március 26. – 2003. április 7.  | 40x40px[halott link]                  | Széküresedés                          | Széküresedés                          |
| 6                                     | 2003. április 7. – 2013. január 3.    | Togiola Tulafono                      | Faoa Aitofele Sunia                   | 40x40px[halott link]                  | 40x40px[halott link]                  |                                       |
| 7                                     |                                       | Lolo Matalasi Moliga                  | 2013. január 3. – 2021. január 3.     | FÜGG                                  | Lemanu Peleti Mauga                   | FÜGG                                  |
| 7                                     | 40x40px[halott link]                  | Lolo Matalasi Moliga                  | 2013. január 3. – 2021. január 3.     | 40x40px[halott link]                  | Lemanu Peleti Mauga                   |                                       |
| 8                                     |                                       | Lemanu Peleti Mauga                   | 2021. január 3. – hivatalban          | 40x40px[halott link]                  | Eleasalo Ale                          | 40x40px[halott link]                  |